# Championnat d'Italie féminin de football
Le Championnat d'Italie de football féminin ou Serie A rassemble l'élite des clubs féminins italiens.

## Présentation
Le Championnat d'Italie de football féminin se met en place dès 1968. Deux ligues se font concurrence entre 1968 et 1973. La Serie A compte aujourd'hui 12 clubs. À l'issue de la saison, 4 équipes sont reléguées en série B : les équipes classées 11e et 12e descendent directement tandis que les équipes classées aux 7, 8, 9 et 10e positions s'affrontent lors de rencontres aller-retour.
La deuxième division est composée de 4 poules dont les champions respectifs accèdent à la série A jusqu'en 2002. Depuis 2019, la Serie B est à poule unique.
La fédération italienne de football décide en 2020 d'un passage progressif au statut professionnel qui est pleinement atteint à partir de la saison 2022-2023.

## Palmarès
| Saison    | Champion                                        | Buteuse                                    |
| 1968      | Genova (FICF), Bologne (UISP)                   |                                            |
| 1969      | Roma Lido (FICF), Bologne (UISP)                |                                            |
| 1970      | Gomma Gomma Milano (FFIGCF), Real Torino (FICF) |                                            |
| 1971      | Piacenza (FFIGCF), Real Juventus (FICF)         | Elisabetta Vignotto (51)                   |
| 1972      | Gamma 3 Padova (FFIUGCF)                        | Elisabetta Vignotto (56)                   |
| 1973      | Gamma 3 Padova (FFIGCF), ACF Milan (FICF)       | Elisabetta Vignotto (25)                   |
| 1974      | Falchi Astro Montecatini                        | Elisabetta Vignotto (24)                   |
| 1975      | ACF Milan                                       | Susanne Augustesen (29)                    |
| 1976      | ACF Valdobbiadene                               | Susanne Augustesen (28)                    |
| 1977      | ACF Valdobbiadene Diadora                       | Susanne Augustesen (42)                    |
| 1978      | Jolly Componibili Cutispoti Catania             | Rose Reilly (32)                           |
| 1979      | Lazio Lubiam                                    | Susanne Augustesen (29)                    |
| 1980      | Lazio Lubiam                                    | Elisabetta Vignotto (29)                   |
| 1981      | Alaska Gelati Lecce                             | Rose Reilly (31)                           |
| 1982      | Alaska Gelati Lecce                             | Susanne Augustesen (32)                    |
| 1983      | Alaska Gelati Lecce                             | Susanne Augustesen (31)                    |
| 1984      | Alaska Trani                                    | Susanne Augustesen (25)                    |
| 1985      | Sanitas Trani                                   | Carolina Morace (27)                       |
| 1985-1986 | Despar Trani 80                                 | Lone Hansen (26)                           |
| 1986-1987 | Lazio                                           | Susanne Augustesen (34)                    |
| 1987-1988 | Lazio                                           | Carolina Morace (40)                       |
| 1988-1989 | GB Campania                                     | Carolina Morace (26)                       |
| 1989-1990 | Reggiana Zambelli                               | Carolina Morace (38)                       |
| 1990-1991 | Reggiana Zambelli                               | Carolina Morace (29)                       |
| 1991-1992 | Milan 82 Salvarani                              | Carolina Morace (31)                       |
| 1992-1993 | Reggiana Zambelli                               | Carolina Morace (33)                       |
| 1993-1994 | Torres FO.S.                                    | Carolina Morace (33)                       |
| 1994-1995 | ACF Agliana                                     | Carolina Morace (31)                       |
| 1995-1996 | Vérone Gunther                                  | Carolina Morace (39)                       |
| 1996-1997 | Modena CF                                       | Carolina Morace (47)                       |
| 1997-1998 | Modena Amadio                                   | Carolina Morace (41)                       |
| 1998-1999 | ACF Milan                                       | Patrizia Panico (51)                       |
| 1999-2000 | Torres FO.S.                                    | Patrizia Panico (41)                       |
| 2000-2001 | Torres FO.S.                                    | Patrizia Panico (41)                       |
| 2001-2002 | Ruco Line Lazio                                 | Patrizia Panico (47)                       |
| 2002-2003 | AC Foroni Vérone                                | Chiara Gazzoli (54)                        |
| 2003-2004 | AC Foroni Vérone                                | Chiara Gazzoli (34)                        |
| 2004-2005 | Bardolino                                       | Valentina Boni (32) Patrizia Panico (32)   |
| 2005-2006 | ASD Fiammamonza                                 | Patrizia Panico (24)                       |
| 2006-2007 | Bardolino                                       | Patrizia Panico (21)                       |
| 2007-2008 | Bardolino                                       | Patrizia Panico (27)                       |
| 2008-2009 | Bardolino                                       | Patrizia Panico (23)                       |
| 2009-2010 | Torres FO.S.                                    | Paola Brumana (24)                         |
| 2010-2011 | Torres FO.S.                                    | Daniela Sabatino (25) Patrizia Panico (25) |
| 2011-2012 | Torres FO.S.                                    | Patrizia Panico (29)                       |
| 2012-2013 | Torres FO.S.                                    | Patrizia Panico (35)                       |
| 2013-2014 | Brescia                                         | Patrizia Panico (43)                       |
| 2014-2015 | AGSM Vérone                                     | Patrizia Panico (34)                       |
| 2015-2016 | Brescia                                         | Valentina Giacinti (32)                    |
| 2016-2017 | Fiorentina (1)                                  | Lana Clelland (23)                         |
| 2017-2018 | Juventus                                        | Valentina Giacinti (21)                    |
| 2018-2019 | Juventus                                        | Valentina Giacinti (21)                    |
| 2019-2020 | Juventus                                        | Cristiana Girelli (16)                     |
| 2020-2021 | Juventus                                        | Cristiana Girelli (22)                     |
| 2021-2022 | Juventus                                        | Daniela Sabatino (15)                      |
| 2022-2023 | Roma                                            | Tabitha Chawinga (23)                      |
| 2023-2024 | Roma                                            | Évelyne Viens (13)                         |
| 2024-2025 | Juventus                                        |                                            |

- Toutes les buteuses sont italiennes sauf mention contraire.

| Club                                           | Nb de titres |
| ---------------------------------------------- | ------------ |
| Torres FO.S.                                   | 7            |
| Juventus                                       | 6            |
| Lazio Lubiam / Lazio / Ruco Line Lazio         | 5            |
| Bardolino / AGSM Vérone                        | 5            |
| Gomma Gomma Milano / ACF Milan                 | 4            |
| Alaska Gelati Lecce                            | 3            |
| Alaska Trani / Sanitas Trani / Despar Trani 80 | 3            |
| Reggiana Zambelli                              | 3            |
| Roma                                           | 2            |

## Bilan

### Joueuses avec le plus d'apparitions
Patrizia Panico a joué le plus de matchs de Série A féminine à voie unique, elle est la première, et actuellement l'unique joueuse, à avoir dépassé les 500 matchs. Les données ne sont malheureusement pas tout à fait complètes dans les premières années, mais peuvent être complétées par d'autres bases de données. Néanmoins, aucun placement exact n'est donné ici.
Le tableau ci-dessous présente le classement des footballeuses ayant disputées plus de trois cent cinquante matchs en championnat d'Italie. Comme seules 22 à 30 apparitions par saison sont possibles (hors séries), la marque de 350 matchs pour un joueur régulier correspond à une période de plus de 14 ans sans blessures. Les joueuses évoluant actuellement en Série A sont inscrits en caractères gras.
| #  | Nom                 | Matchs | But(s) | Période | Nb Saisons | Club(s) |
| -- | ------------------- | ------ | ------ | ------- | ---------- | --- |
| 1  | Patrizia Panico     | 565    | 653    | 1993-16 | 23         | Lazio Rome (218), Torino (69), CF Modene (28), AC Milan (13), Bardolino Vérone (62), Torres Calcio (128), AGSM Vérone (25), Fiorentina (22)                |
| 2  | Elisabetta Vignotto | 451    | 467    | 1970-90 | 20         | |
| 3  | Daniela Sabatino    | 445    | 320    | 2000-   | 21         | Autolelli Picenum (15), M. Matese Bojano (22), Reggiana (88), ACF Brescia (200), AC Milan (22), Reggiana/Sassuolo (16), Fiorentina WFC (52), Sassuolo (30) |
| 4  | Viviana Schiavi     | 410    | 17     | 1998-16 | 17         | Fiammamonza (242), Bardolino Verona (38), Brescia (59), Mozzanica (71)                                                                                     |
| 5  | Gioia Masia         | 409    | 26     | 1991-14 | 21         | Torres Calcio (263), Lazio Rome (29), M. Matese Bojano (14), Roma CF (48), UPC Tavagnacco (13), Napoli (18), Riviera di Romagna (24)                       |
| 6  | Paola Brumana       | 407    | 266    | 1999-18 | 19         | Como 2000 (93), Foroni Verona (20), Bardolino Verona (44), Tavagnacco (250)                                                                                |
| 7  | Rita Guarino        | 405    | 385    | 1986-06 | 15         | |
| 8  | Daniela Stracchi    | 399    | 66     | 1998-19 | 21         | Fiammamonza (251), Torres (137), Mozzanica (111) |
| 9  | Valentina Boni      | 398    | 207    | 1998-19 | 18         | Bardolino Verone (222), Lazio Rome (24), Brescia (79), Valpolicella (73)                                                                                   |
| 10 | Cristiana Girelli   | 386    | 249    | 2005-   | 19         | Bardolino Verona (154), Brescia (120), Juventus (112) |
| 11 | Giorgia Motta       | 368+   | 13     | 1998-21 | 22         | Bardolino Verona (153+), Torres (133), Fiorentina (22), Mozzanica (44), ChievoVerona (16)                                                                  |
| 12 | Elisabetta Tona     | 355+   | 68+    | 2000-19 | 18         | Fiammamonza (75), Torres (221+), Fiorentina (20), Chieti (21), Florentia (18)                                                                              |
| 13 | Chiara Marchitelli  | 352+   | 0      | 1999-21 | 22         | Lazio CF (59+), Atletico Oristano (12), Fiammamonza (62), Roma CF (13), Tavagnacco (101), Brescia (65), Florentia SG (10), Inter (20)                      |

Exact au 6 avril 2024.